# Вэньчжоуский метрополитен
Вэньчжоуский метрополитен — действующий метрополитен в Вэньчжоу, провинция Чжэцзян, Китай. На всех станциях установлены либо автоматические платформенные ворота, либо платформенные раздвижные двери.

## История
Строительство началось в ноябре 2011 года, первая линия была открыта 23 января 2019 года.

## Линии

### Линия 1 (синяя)
- 23 января 2019 года — открытие движения на первом участке линии.
- 23 сентября 2019 года — открытие движения на втором участке линии.

Линия проходит в направлении с запада на восток от станции Тунлин до станции «улица Шуаноу», имеет длину 53,5 км и 18 станций. 3 станции на этой линии по состоянию на 16 декабря 2019 года не достроены.

### Линия 2 (красная)
Строится, открытие движения в 2023 году.